# José Griera
José Griera Dulcet (Sabadell, 1854-Barcelona, 21 de junio de 1936) fue un abogado y político español, alcalde de Barcelona a finales del siglo XIX.

## Biografía

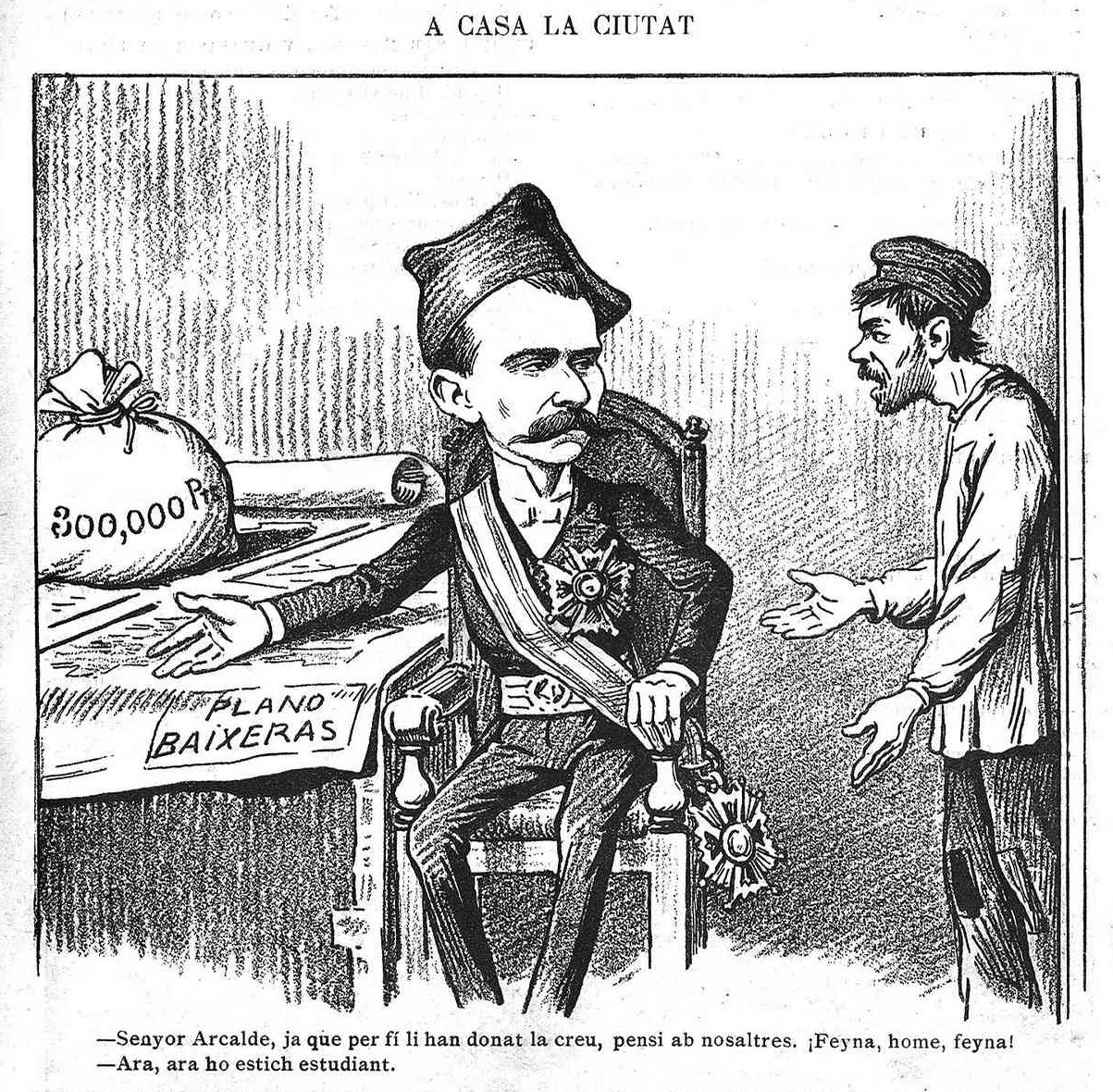
Caricaturizado en La Esquella de la Torratxa durante su etapa como alcalde de Barcelona

Doctorado en Derecho civil, canónico y de la administración, fue magistrado suplente de la Audiencia Provincial de Barcelona. Fue defensor del proteccionismo económico desde su cargo como vicesecretario de la patronal catalana, Fomento del Trabajo Nacional, y militó en el Partido Liberal Fusionista. Ocupó la vicepresidencia de la sección de ciencias morales y políticas del Ateneo Barcelonés en 1886 y formó parte del jurado durante la Exposición Universal de 1888. También fue miembro de la Real Academia de Jurisprudencia y Legislación de Cataluña.
Concejal del Ayuntamiento de Barcelona en 1893 y 1897, fue elegido alcalde de la misma en 1898, cargo que ocupó entre abril de ese año y marzo de 1899. También fue diputado provincial en 1888, 1898 y 1901. Fue elegido diputado a Cortes por el distrito electoral de Sabadell en las elecciones generales de 1910, pero dimitió un mes después y le sustituyó en el escaño el republicano Jaume Cruells.